# アレン郡 (ケンタッキー州)

ケンタッキー州内の位置

アレン郡（英語：Allen County）は、アメリカ合衆国ケンタッキー州に位置する郡である。人口は19,956人（2010年）。郡庁所在地はスコッツビルである。この郡はJohn Allen大佐の名を取って命名された。

## 地理
アメリカ合衆国統計局によると、この郡は総面積912 km2 (352 mi2) である。このうち896 km2 (346 mi2) が陸地で15 km2 (6 mi2) が水地域である。総面積の1.68%が水地域となっている。

### 隣接する郡
- ウォーレン郡  北西
- バーレン郡  北東
- モンロー郡  東
- メイコン郡 (テネシー州)  南東
- サムナー郡 (テネシー州)  南西
- シンプソン郡  西

## 人口動勢
2000年国勢調査で、この郡は人口17,800人、6,910世帯、及び5,113家族が暮らしている。人口密度は20/km2 (51/mi2) である。9/km2 (23/mi2) の平均的な密度に8,057軒の住宅が建っている。この都市の人種的な構成は白人97.62%、アフリカン・アメリカン1.07%、先住民0.16%、アジア0.12%、太平洋諸島系0.01%、その他の人種0.36%、及び混血0.66%である。ここの人口の0.83%はヒスパニックまたはラテン系である。
この郡内の住民は25.80%が18歳未満の未成年、18歳以上24歳以下が8.90%、25歳以上44歳以下が28.50%、45歳以上64歳以下が23.10%、及び65歳以上が13.70%にわたっている。中央値年齢は36歳である。女性100人ごとに対して男性は95.90人である。18歳以上の女性100人ごとに対して男性は93.30人である。
この郡内の世帯ごとの平均的な収入は31,238米ドルであり、家族ごとの平均的な収入は36,815米ドルである。男性は27,587米ドルに対して女性は22,659米ドルの平均的な収入がある。この郡の一人当たりの収入 (per capita income) は14,506米ドルである。人口の17.30%及び家族の13.20% は貧困線以下である。全人口のうち18歳未満の23.40%及び65歳以上の20.40%は貧困線以下の生活を送っている。

## 都市及び町
- スコッツビル